# Andrzej Piątek (polityk)
Andrzej Piątek (ur. 17 stycznia 1925 w Świętochłowicach, zm. 1 maja 1990) – polski działacz partyjny i państwowy, przewodniczący Prezydium MRN w Siemianowicach Śląskich (1969–1970) i Chorzowie, następnie prezydent Chorzowa (1970–1975/8).

## Życiorys
Syn Antoniego i Marii. Zdobył wykształcenie wyższe inżynierskie, od 1952 do 1954 kształcił się też w Szkole Partyjnej przy KC PZPR. Działał w Związku Młodzieży Polskiej, m.in. jako wiceprzewodniczący zarządu wojewódzkiego w Katowicach. W 1946 wstąpił do Polskiej Partii Robotniczej, potem w szeregach Polskiej Zjednoczonej Partii Robotniczej. Był instruktorem w Komitetach Miejskich PPR w Bytomiu i Świętochłowicach, w 1947 I sekretarzem Komitetu Gminnego PPR w Kochłowicach. W 1949 został kierownikiem Wydziału Agitacji i Propagandy KM PZPR w Bytomiu, potem był kierownikiem Wydziału Socjalnego Komitetu Wojewódzkiego PZPR w Stalinogrodzie/Katowicach (1956) i sekretarzem ds. organizacyjnych w bytomskim KM PZPR (1956). Od 1959 do 1960 I sekretarz Komitetu Zakładowego PZPR przy bytomskiej kopalni „Dymitrów”.
Przez 7 lat pełnił funkcję wiceprzewodniczącego Prezydium Miejskich Rad Narodowych w Bytomiu i Siemianowicach Śląskich, w 1969 został przewodniczącym prezydium w drugiej z nich. W czerwcu 1970 przeszedł na fotel szefa Prezydium MRN w Chorzowie, przekształcony w grudniu 1973 w stanowisko prezydenta miasta. Pozostał na nim co najmniej do 1976.
Został pochowany na cmentarzu przy Cmentarzu Komunalnym przy ul. Panewnickiej w Katowicach.